# 湖西市立鷲津小学校
湖西市立鷲津小学校（こさいしりつ わしづしょうがっこう）は、静岡県湖西市鷲津にある市立小学校。トヨタグループの創始者豊田佐吉の出身校である川尻学校の後身でもある。

## 沿革
- 1873年（明治6年） - 鷲津本興寺境内に小学鷲津学校、吉美妙立寺境内に小学川尻学校が創立。
- 1922年（大正11年） - 両校を併合して、吉津尋常小学校と称す。翌年、高等科を鷲津校におく。
- 1947年（昭和22年） - 法律第26号並びに文部省令第11号により、静岡県浜名郡鷲津町立鷲津小学校と改称。
- 1972年（昭和47年） - 市制実施により、湖西市立鷲津小学校と改称。